# Virgin Killer
Virgin Killer (укр. «Вбивця невинності») — четвертий альбом німецького рок-гурту Scorpions, представлений 9 жовтня 1976 року на лейблі RCA Records; перша робота гурту, яка стала відомою за межами Європи. У заголовній пісні, Virgin Killer, розглядається тема людської порочності, що і подало ідею для обкладики із оголеною юною незайманою дівчиною.

## Про альбом
Диск Virgin Killer спіткала така ж доля, як і інші альбоми, записані за участю Ульріха Рота: платівка не викликала серйозний інтерес у США, але стала досить популярною в Японії, де досягла 32 місця у національному чарті. Альбом став черговим кроком гурту на шляху від психоделік-року до хард-року. Критик Вінсент Джефріс із Allmusic в своєму огляді написав, що:
|  | (Альбом був) першим із чотирьох студійників, які дійсно визначили стиль Scorpions і їх неповторне металеве звучання, яке стало надзвичайно впливовим. Оригінальний текст (англ.) (album was) the first of four studio releases that really defined the Scorpions and their urgent metallic sound that was to become highly influential |

Також Джефріс зазначив, що перша композиція, «Pictured Life», стала однією із візитних карток Scorpions. Ульріх Рот, лід-гітарист гурту, назвав Virgin Killer разом з попереднім релізом «In Trance» своїми улюбленими альбомами Scorpions.

## Інтернет-цензура
У травні 2008 року представники американського консервативного соціального сайту WorldNetDaily доповіли ФБР про те, що обкладинка альбому Virgin Killer доступна на сайті Вікіпедія. Також свій коментар надали учасники спільноти «Concerned Women for America»:
|  | Дозволяючи цьому зображенню залишатись доступним, Вікіпедія допомагає культивуванню збочень і педофілії. Оригінальний текст (англ.) By allowing that image to remain posted, Wikipedia is helping to further facilitate perversion and pedophilia. |

Після цього повідомлення розпочались численні дискусії учасників проекту Вікіпедія, які завершились консенсусом про залишення зображення.
У грудні 2008 року британська організація Internet Watch Foundation (IWF) внесла англомовну версію статті Virgin Killer у свій «чорний список», оскільки в онлайн-енциклопедії демонструвалась оригінальна версія обкладики. Як наслідок для користувачів багатьох британських провайдерів стало неможливим переглядати цю статтю, а IWF класифікували зображення як «потенційно нелегальне зображення дитини, розміщене за межами Великої Британії». У прес-релізі адвокат Фонду Вікімедія заявив:
|  | У нас немає причин вважати, що стаття або зобрежння, яке розміщене в статті, вважаються нелегальними будь де в світі. Оригінальний текст (англ.) We have no reason to believe the article, or the image contained in the article, has been held to be illegal in any jurisdiction anywhere in the world. |

Після широкого розголосу у пресі через тиждень блокування було знято.

## Список композиций
| #     | Назва              | Автор              | Тривалість |
| ----- | ------------------ | ------------------ | ---------- |
| 1.    | «Pictured Life»    | Майне, Рот, Шенкер | 3:21       |
| 2.    | «Catch Your Train» | Майне, Шенкер      | 3:32       |
| 3.    | «In Your Park»     | Майне, Шенкер      | 3:39       |
| 4.    | «Backstage Queen»  | Майне, Шенкер      | 3:10       |
| 5.    | «Virgin Killer»    | Рот                | 3:41       |
| 6.    | «Hell Cat»         | Рот                | 2:54       |
| 7.    | «Crying Days»      | Майне, Шенкер      | 4:36       |
| 8.    | «Polar Nights»     | Рот                | 5:04       |
| 9.    | «Yellow Raven»     | Рот                | 4:58       |
| 34:45 |                    |                    |            |

## Учасники запису
- Клаус Майне — вокал
- Рудольф Шенкер — гітара
- Ульріх Рот — гітара
- Френсіс Бухольц — бас
- Руді Леннерс — ударні